# International Code for Fire Safety Systems
Der FSS Code, der International Code for Fire Safety Systems ist ein Regelwerk für die Ausrüstung von Seeschiffen, das die Gefahren von Bränden und deren Folgen reduzieren soll. Er ist ein Ergebnis internationaler Vertragswerke unter dem Dach der SOLAS-Vereinbarung, die von der IMO herausgegeben wird.

## Inhalte

### Überblick
Der FSS Code befasst sich mit den Möglichkeiten, bereits entstandene Brände auf Seeschiffen zu entdecken, zu bekämpfen und deren Auswirkungen zu minimieren. Die Brandvorbeugung ist nicht Gegenstand des Regelwerks. Der bauliche Brandschutz wird in SOLAS und dem FTP-Code geregelt. Organisatorische Regeln zur Vorbeugung von Bränden werden durch den International Safety Management Code behandelt.

### Beispiele für Regelungen
Die fest installierten Feuerlöschanlagen, die sich auf den meisten Seeschiffen ab einer gewissen Größe finden lassen, werden im FSS Code relativ detailliert dargestellt. Es werden Mindestanforderungen für die Leistungsfähigkeit festgelegt und die Methoden, mittels derer die Leistung nachgewiesen werden kann. So werden die Ansprechzeiten der Löschsysteme nach Auslösung, die für bestimmte Räume nötige Kapazität, sowie Bedieneigenschaften definiert.
Auf Grund ihrer Verbreitung und ihrer Eigenheiten werden z. B. Gaslöschanlagen auf Basis von CO2 sehr ausführlich behandelt. So ist z. B. festgelegt, dass für Maschinenräume eine Menge an Löschgas vorgehalten werden muss um 40 % des Raumvolumens abzüglich des Maschinenvolumens verdrängen zu können oder 35 % des gesamten Raumvolumens, je nachdem, welcher Wert größer ist. Für Laderäume muss nur 30 % des Raumvolumens verdrängbar sein, es sei denn, es handelt sich um Laderäume für Fahrzeuge oder RoRo-Fahrzeugdecks. Dann muss 45 % des Volumens mit CO2 verdrängt werden können. Die Arbeitsgeschwindigkeit solcher Löschanlagen wird durch zeitliche Limitierungen ebenfalls festgelegt.
Die fest installierten Schaumlöschsysteme werden ähnlich detailliert anhand ihrer Verbreitung beschrieben. So werden die Leichtschaumanlagen sehr detailliert dargestellt und ihre Leistungsfähigkeit in Parametern festgelegt. So muss z. B. der Schaumbildner- und Wasservorrat ausreichend sein, das fünffache füllbare Restvolumen eines Hauptmaschinenraums zuzüglich des Volumens der Hauptmaschine an Schaum bereitzustellen, wenn eine Leichtschaumanlage für den Raumschutz eines Maschinenraums vorgesehen wird. Um eine sichere Wirkung solcher Anlagen zu garantieren, werden zusätzlich Vorgaben gemacht, z. B. die Verteilung der Auslässe und die Führung der Förderkanäle.
Für manche Anlagen werden Festlegungen zu den mitzuführenden Ersatzteilen gemacht, so finden sich z. B. genaue Mindestzahlen an Ersatz-Sprinkler-Köpfen, die mitzuführen sind, wenn Bereiche eines Schiffes durch Sprinkler geschützt werden.
Der einzige Aspekt des baulichen Brandschutzes, der im FSS-Code niedergelegt ist, ist die Dimensionierung von Fluchtwegen, die z. B. eine Mindestbreite von 900 mm aufweisen müssen, bzw. in den meisten Fällen eine größere Breite, die sich aus der Zahl der voraussichtlich zu evakuierenden Personen berechnet.
Der einzige weitere Aspekt des vorbeugenden Brandschutzes, der sich mit der Verhinderung der Brandentstehung befasst, ist die Festlegung der Eigenschaften von Inertgassystemen, die zur Inertisierung des Leervolumens von Kraftstofftanks und Tanks für brennbare Güter verwendet werden.

### Liste der Bereiche
- Internationale Vereinheitlichung der Landanschlüsse für Löschwasserzuführung
- Personenschutz
  - Ausrüstung für Löschmannschaften
  - Spezifikation für Selbstretter
- Feuerlöscher
  - Pulver- und CO2-Löscher
  - Schaumlöscher
- Fest installierte Gaslöschsysteme
  - Allgemeine Eigenschaften
  - Festlegungen für CO2-Löschanlagen
  - Dampflöschanlagen
- Schaumlöschanlagen
  - Leichtschaumanlagen
    - Leichtschaumanlagen mit Innenluftzuführung
      - Innenluft gespeiste Leichtschaumanlagen für Maschinen- und Ladungspumpenräume
      - Innenluft gespeiste Leichtschaumanlagen für RoRo-Fahrzeugdecks und Laderäume

    - Leichtschaumanlagen mit Außenluftzuführung
      - Außenluft gespeiste Leichtschaumanlagen für Maschinen- und Ladungspumpenräume
      - Innenluft gespeiste Leichtschaumanlagen für RoRo-Fahrzeugdecks und Laderäume

    - Testvorschriften
    - Außenluft gespeiste Leichtschaumanlagen, die innerhalb des zu schützenden Bereichs installiert sind

  - Schwerschaumanlagen
- Wassersprühsysteme mit konstantem Druck und Hochdruckwassernebelsysteme
- Automatische Systeme für Sprinklersteuerung und damit verbundene Branderkennung und Alarmauslösung
  - Typen von Wasserlöschsystemen
  - Stromquellen
  - Komponenten
  - Installation
  - Kontrollsysteme
- Branderkennungs- und Alarmsysteme
  - Allgemeine Anforderungen
  - Stromquellen
  - Komponenten
  - Installation
  - Kontrollsysteme
- Rauchgasansaugmeldesysteme
  - Allgemeine Anforderungen
  - Stromquellen
  - Komponenten
  - Installation
  - Kontrollsysteme
- Beleuchtungssysteme in Bereichen mit reduzierter Raumhöhe
- Notlöschwasserpumpen
- Fluchtwege
  - Fahrgastschiffe
    - Berechnungsmethoden für Breiten von Fluchttreppenhäusern
    - Ausstattung von Fluchttreppenhäusern
    - Fluchtkorridore
    - Evakuierungsrouten
    - Evakuierungspläne

  - Frachtschiffe
- Schaumlöschanlagen zur festen Installation an Deck
  - Allgemeine Eigenschaften
  - Komponenten
  - Installation
- Inertgassysteme
  - Allgemeine Eigenschaften
  - Komponenten
  - Installation
  - Steuerung
- Fest installierte Kohlenwasserstoff-Meldesysteme